# Hôtel-Dieu de Lévis
L'Hôtel-Dieu de Lévis est un hôpital situé à Lévis. C'est le principal centre hospitalier de la région de la Chaudière-Appalaches, au Québec.

## Histoire
À la fin du XIXe siècle, Lévis s'est développé considérablement en raison de l'activité ferroviaire et maritime. Malgré sa proximité géographique avec Québec, la traversée du Saint-Laurent pour avoir accès à des soins de santé demeure complexe, d'autant plus que l'Hôtel-Dieu de Québec connaît une saturation. En mars 1887, le curé Antoine Gauvreau demande aux Augustines hospitalières de venir prêter main-forte à Lévis. Le projet est concrétisé au décès de la lévisienne Caroline Lagueux en 1891, dont la propriété et les terres serviront à l'établissement d'un hôpital et d'un monastère.
L'hôtel-dieu ouvre ses portes en 1892 et peut accueillir une vingtaine de malades. Six religieuses de l'Hôtel-Dieu de Québec s'établissent à Lévis : Philomène Lemoine (mère supérieure), Henriette Beaulieu, Olympe Chouinard, Léa Lajeunesse, Séraphine Marcotte et Honora Shea. Cinq médecins issus de l'École de médecine de l'Université Laval sont initialement rattachés à l'institution. En 1895, l'accident ferroviaire de Saint-Étienne-de-Lauzon est l'un des événements les plus tragiques gérés par l'hôpital. Des travaux d'agrandissement sont effectués en 1898. En 1918, un appareil à rayons X est offert à l'hôpital par la compagnie du Chemin de fer Intercolonial. Édouard Samson fonde un premier laboratoire de bactériologie l'année suivante. En 1926, les Augustines ouvrent une école de garde-malades. l'École des garde-malades qui fut fondée en 1926 et incorporée au Cégep en 1972, a permis à près de 800 élèves, religieux et laïques, d'accéder à une carrière. 

Hôtel-Dieu de Lévis, Lévis, construit en 1930. photo (1951).

L'hôpital déménage à son emplacement actuel de la rue Wolfe en 1930. Des médecins spécialistes se joignent à l'institution. De 1960 à 1963, une annexe de 200 lits – le pavillon Saint-Joseph – est construite, doublant ainsi la capacité de l'hôpital. Elle est suivie du pavillon Antoine-Gauvreau en 1965.
La Fondation de l'Hôtel-Dieu de Lévis est créée le 27 août 1980. L'urgence est agrandie en 1995. En 1999, l'hôtel-dieu devient un centre hospitalier affilié universitaire. Le service de dialyse est inauguré en 2001.
En 2010, l'hôtel-dieu comptait 2 200 employés, 260 médecins et 349 lits de courte durée.